# Вторая Чаншайская операция
Вторая Чаншайская операция (кит. 第二次長沙战役) — вторая попытка японских войск во время Японско-китайской войны (1937—1945) взять город Чанша́ в провинции Хунань. Сражение продолжалось с 7 сентября по 9 октября 1941 года и закончилось отводом японских войск.

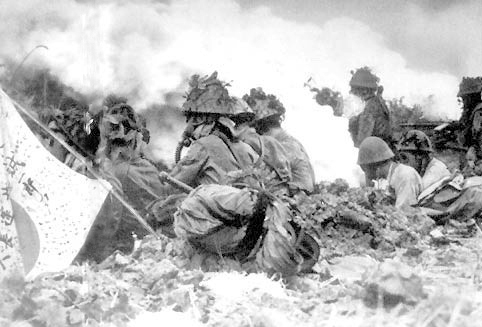
Японские артиллеристы в противогазах.

## Военно-стратегическая ситуация
16 января 1941 года главный штаб японской армии утвердил «Руководство по долгосрочным операциям против Китая», в котором излагалось: «Мы не будем ослаблять нынешнее давление на Китай, и в этот период мы будем использовать все средства, особенно воспользовавшись изменениями в международной обстановке, чтобы стремиться решить китайский инцидент». Основная его цель — удерживать территорию, но не проводить крупномасштабных наступательных операций, и только при необходимости — краткосрочные внезапные операции. В апреле 1941 года генерал Корэтика Анами подготовил план операции против Чанши, основной целью которого было уничтожение армий противника, а не занятие стратегических точек и «получение припасов». 26 августа план был утверждён японским главным штабом. Операция получила кодовое название «Операция Плюс». 

## Планы и силы сторон
Планировалось сконцентрировать в составе 11-й армии около 120 тысяч солдат в 5 дивизиях и двух бригадах: всего 46 батальонов и 326 артиллерийских орудий. Основные силы японских войск были размещены на фронте шириной 20 км в глубоко эшелонированном порядке: 3-я, 4-я и 6-я дивизии и 18-я смешанная бригада были расположены в районах (Хунань — Китай), Ситан и Синькайтун Юэяна в качестве первого эшелона; 40-я и 33-я дивизии составляли второй эшелон и были расположены в районе Линьсян. Они должны были атаковать Чанша по обе стороны железной дороги Юэхань. Кроме того, два полка 6-й дивизии были размещены от Чжунфана и Ситана до горы Дайюншань, чтобы прикрыть сосредоточение и развёртывание основных сил; 14-я отдельная смешанная бригада имела военный корабль на озере Дунтинху к западу от Интяня для обеспечения безопасности правого крыла основных атакующих сил.
Со своей стороны ещё в марте 1941 года китайское командование 9-го военного района во главе с Сюэ Юэ подготовило план боевых действий на случай японского наступления, основанный на использовании тактики заманивания противника вглубь и контратаки для его уничтожения. Перед сражением в составе 9-го военного района были 3 группы армий, 12 корпусов и 33 дивизии, а также несколько партизанских колонн. Чтобы поддержать 9-й район, Военный Комитет правительства приказал войскам 3-го, 5-го и 6-го военных районов атаковать японские войска, бывшие перед ними, чтобы препятствовать концентрации войск противника против 9-го района. Также дополнительно планировалось нападать на тылы японской армии на севере Цзянси, в южном Хубэе и на севере Хунани.

## Ход сражения
7 сентября два полка 6-й японской дивизии, чтобы прикрыть концентрацию своих 3-й, 4-й и 40-й дивизий на правом берегу реки Синьцяньхэ, вышли из Чжунфана и Ситана и при поддержке авиации атаковала районы партизанских баз Даюньшань и Фаншань, заняв их 8 сентября. 10 сентября китайцы контратаковали, и японцы отступили. 16 сентября японские войска контратаковали и вновь заняли Даюньшань. 
К 17 сентября основные силы японской армии развернулись на северном берегу река Синьцяньхэ.
На рассвете 18 сентября японская армия перешла в полномасштабную атаку и форсировала реку Синьцяньхэ при поддержке артиллерии и авиации. Спустя несколько часов при поддержке танков она прорвала первую линию позиций обороняющихся, и 3-я и 4-я дивизии и отряд Цзаоюань стали быстро продвигаться на юг по обе стороны железной дороги Гуандун — Ханькоу. 14-я отдельная смешанная бригада вышла на южный берег озера Дунтинху. К 16:00 позиция второй линии 4-й армии была вновь прорвана японской армией. В итоге 19 сентября японские войска вышли к северному берегу реки Милоцзян, второй линии обороны китайской армии. Шесть дивизий 4-й, 58-й и 20-й китайских армий отошли восточнее. 
20 сентября японское командование, расшифровав радиограмму Сюэ Юэ, в которой было приказано четырём дивизиям оказать сопротивление японцам на южном берегу реки Милоцзян, а девяти дивизиям окружить японцев с востока, решило отказаться от первоначального боевого плана и приказало дивизиям продвигаться на восток, чтобы окружить и уничтожить китайские армии, которые готовились атаковать японскую армию. 
21 сентября японцы форсировали Милоцзян восточнее и прорвали линию обороны 37-й и 26-й армий. В это время войска 9-го военного района поочерёдно вступали в бой согласно плану: 26-я, 72-я и 74-я армии должны были окружать японцев с фланга; 10-я, 37-я, 79-я и временная 2-я армии противостоять противнику с востока от Чанши; отошедшие восточнее 4-я, 20-я и 58-я армии теперь противостояли японской армии с тыла.
21 сентября продолжались бои на линии Пинцзян и Цзинь. 22 сентября японцы снова расшифровал радиограмму, скорректировали тактику и 23 сентября прорвались на участке 26-й армии, нанеся её большие потери, а затем двинулись к Чанше. Утром 24-го числа японские 3-я и 6-я дивизии при поддержке авиации нанесли удар по двум резервным 10-й армии и к 26-го прорвали их позиции. Цзиньцзин и Лицяо пали.
25 сентября 3-я японская дивизия заняла Фулиньпу (40 км севернее Чанши), а 6-я дивизия двинулась к долине реки Лаодао, пытаясь обойти элитную 74-ю армию, которая прибывала восточнее Чанши. Японское командование приказало японской авиации усилить бомбардировку путей подхода этой армии. 26 сентября на линии Юнъаньши (30 км восточнее Чанши) вспыхнули ожесточённые бои, переходившие в рукопашные схватки. После того как в бой вступила 4-я японская дивизия, 74-я армия была окружена и частично уничтожена, частично рассеяна. 
Китайское командование не готовились к оборонительным действиям в пригородах и городских районах Чанши, поэтому после прорыва японской армии через реку Лаодао в Чанше не было сил. Сюэ Юэ приказал оставить Чаншу.
Днем 27 сентября японская 4-я дивизия форсировала реку Люян и устремилась на Чаншу. Несколько сотен японских солдат, переодетых в штатское достигли северных ворот Чанши и дезорганизовали там оборону города. Вечером того же дня им удалось проникнуть в город через юго-восточную часть. Чанша была полностью занята на следующий день. 28 сентября 3-я пехотная дивизия преследовала разбитые китайские войска на юг, в сторону Чжучжоу. 29 сентября японская армия подошла к городу. 
Чтобы поддержать разбитые войска 9-го военного района, правительство Чан Кайши приказало 3-му, 5-му и 6-му военным районам атаковать силы противника в своих районах.
Поскольку вокруг Чжучжоу уже концентрировались преобладающие в силах китайские войска и линии снабжения находились под угрозой, 11-я армия 30 сентября получила приказ отойти в Юэян. Командование начало отводить войска 1-го октября после захода солнца. Японцы двинулись на север и около 6 октября отступили через реку Синьцяньхэ. Китайские войска по мере возможности преследовали отступающих японцев и с помощью жителей провинции Хунань разрушали важнейшие дороги в районе операции, все рисовые поля были затоплены.

## Результаты
Второе сражение при Чанше длилось 33 дня. По китайским данным, было убито более 48 000 японских солдат, сбито 3 самолёта и потоплено 7 кораблей. Японская армия сообщала: силы противника составили около 500 тысяч человек, 54 тысячи были убиты, около 4300 взяты в плен. Потери японской стороны: около 1670 человек убиты в бою, 5184 ранены и 14 пропавших без вести. 

Чан Кайши был очень недоволен командованием Сюэ Юэ: 
«Наше высшее командование не имело мужества. Когда они меняли свои позиции, все они нарушали военные принципы, что особенно печально. Это странное явление, которого Национально-революционная армия не заметила, видно с момента его основания».